# Scotorythra trachyopis
Scotorythra trachyopis là một loài bướm đêm trong họ Geometridae.